# The Winding Sheet
The Winding Sheet — первый сольный студийный альбом американского рок-музыканта Марка Ланегана, изданный в 1990 году. Термин «The Winding Sheet» является синонимом слова «саван».

## Информация об альбоме
На своём сольном альбоме Ланеган заметно отходит от звучания группы Screaming Trees, лидером которой он был в период с 1985 по 2000 год. The Winding Sheet вышел в 1990 году, практически одновременно с альбомом Screaming Trees Uncle Anesthesia. Гранжевый Uncle Anesthesia стал первым крупным успехом коллектива, таким образом, учитывая растущий интерес публики к гранжу, сольная работа Марка не обратила на себя особого внимания. Ключевыми песнями на The Winding Sheet являются «Mockingbirds», «Ugly Sunday» и «Wild Flowers», на которых музыкант демонстрирует свой талант в написании текстов и глубокий проникновенный голос, а также «Where Did You Sleep Last Night?», в записи которой приняли участие друзья Марка: Курт Кобейн (вокал, гитара) и Крис Новоселич (бас). Дэйв Грол в записи участие не принимал, но в одном из интервью назвал The Winding Sheet «одним из лучших альбомов всех времён». Nirvana позже сделала свою версию «Where Did You Sleep Last Night?», на альбоме Unplugged in New York.

## Список композиций
| #   | Название                        | Продолжительность | Автор(ы)                   |
| --- | ------------------------------- | ----------------- | -------------------------- |
| 1.  | Mockingbirds                    | 2:29              | Марк Ланеган, Майк Джонсон |
| 2.  | Museum                          | 2:50              | Ланеган, Джонсон           |
| 3.  | Undertow                        | 2:52              | Ланеган, Джонсон           |
| 4.  | Ugly Sunday                     | 3:56              | Ланеган, Джонсон           |
| 5.  | Down in the Dark                | 3:21              | Ланеган, Джонсон           |
| 6.  | Wild Flowers                    | 2:59              | Ланеган                    |
| 7.  | Eyes of a Child                 | 4:00              | Ланеган, Джонсон           |
| 8.  | The Winding Sheet               | 5:30              | Ланеган, Джонсон           |
| 9.  | Woe                             | 2:04              | Ланеган                    |
| 10. | Ten Feet Tall                   | 2:49              | Ланеган, Джонсон           |
| 11. | Where Did You Sleep Last Night? | 3:59              | Народная                   |
| 12. | Juarez                          | 1:21              | Ланеган, Стив Фиск         |
| 13. | I Love You Little Girl          | 2:02              | Ланеган                    |

## Участники записи
- Марк Ланеган — вокал, акустическая гитара
- Майк Джонсон — акустическая гитара, электрогитара
- Джек Эндино — бас-гитара, вторая электрогитара
- Марк Пикерел — ударные
- Стив Фиск — орган, фортепиано
- Джастин Уильямс — скрипка
- Курт Кобейн — бэк-вокал, электрогитара
- Крис Новоселич — бас-гитара